# هرمیله (سقز)
هرمیله روستایی از توابع بخش مرکزی در شهرستان سقز است که در استان کردستان ایران قرار دارد.

## جمعیت
این روستا در دهستان سرا واقع شده و براساس سرشماری سال ۱۳۸۵، جمعیت آن ۱۷۸ نفر (۳۲ خانوار) بوده‌است.